# قسطنطين كفافيس
قسطنطين كفافيس بيتر (/kəˈvɑːfi/). المعروف أيضا باسم كونستانتينوس بيترو كفافيس، (باليونانية: Κωνσταντίνος Π. Καβάφης) [ka'vafis] ؛ 29 أبريل، 1863 - 29 أبريل، 1933م) شاعر يوناني وصحفي وموظف حكومي من الإسكندرية.
قدم صديق كفافي إي إم فورستر، الروائي والناقد الأدبي، قصائده إلى العالم الناطق باللغة الإنجليزية في عام 1923، ووصفه الشهير بأنه «رجل يوناني يرتدي قبعة من القش، ويقف بلا حراك على الإطلاق بزاوية طفيفة من الكون». أكسبه أسلوب كفافي الفردي الواعي مكانة بين أهم الشخصيات ليس فقط في الشعر اليوناني، ولكن في الشعر الغربي ككل.
كتب كفافي 155 قصيدة، بينما بقيت العشرات غير مكتملة أو في شكل تخطيطي. خلال حياته، رفض باستمرار نشر عمله رسميًا وفضل مشاركته عبر الصحف والمجلات المحلية، أو حتى طباعته بنفسه وإعطائه لأي شخص مهتم. كتبت أهم قصائده بعد عيد ميلاده الأربعين، ونُشرت رسمياً بعد عامين من وفاته.

## سيرته الشخصية
ولد كفافي في عام 1863 في الإسكندرية، مصر، لأبوين يونانيين نشأوا من المجتمع اليوناني في القسطنطينية (إسطنبول)، وتم تعميده في الكنيسة الأرثوذكسية اليونانية. كان اسم والده Πέτρος Ἰωάννης، بيتروس إيوانس -hence وبيترو هو الاسم المنسوب للأب (GEN) ووالدته شاركليا (باليونانية: Χαρίκλεια ؛ ني Γεωργάκη Φωτιάδη، جورجاكو فوتيادو). كان والده مستوردًا ومصدرًا مزدهرًا عاش في إنجلترا في سنوات سابقة وحصل على الجنسية البريطانية. بعد وفاة والده عام 1870، استقر كفافي وعائلته لفترة في ليفربول. في عام 1876، واجهت عائلته مشاكل مالية بسبب الكساد الطويل عام 1873، لذا بحلول عام 1877، كان عليهم العودة إلى الإسكندرية.
في عام 1882، تسببت الاضطرابات في الإسكندرية في انتقال الأسرة مرة أخرى، وإن كان مؤقتًا، إلى القسطنطينية. كان هذا هو العام الذي اندلعت فيه ثورة في الإسكندرية ضد السيطرة الأنجلو-فرنسية على مصر، مما أدى إلى اندلاع الحرب الأنجلو المصرية عام 1882. تعرضت الإسكندرية للقصف من قبل الأسطول البريطاني، واحترقت شقة العائلة في الرملة.
في عام 1885، عاد كفافي إلى الإسكندرية حيث عاش بقية حياته. كان عمله الأول كصحفي. ثم تولى منصبًا في وزارة الأشغال العامة المصرية التي تديرها بريطانيا لمدة ثلاثين عامًا. (كانت مصر محمية بريطانية حتى عام 1926.) نشر شعره من 1891 إلى 1904 في شكل جرائد، ولأصدقائه المقربين فقط. أي هتاف كان يتلقاها جاء بشكل رئيسي من داخل المجتمع اليوناني في الإسكندرية. في النهاية، في عام 1903، تعرف على الأوساط الأدبية اليونانية من خلال مراجعة إيجابية قام بها غريغوريوس زينوبولوس. حصل على القليل من الاعتراف لأن أسلوبه اختلف بشكل ملحوظ عن الشعر اليوناني السائد آنذاك. بعد عشرين عامًا فقط، بعد الهزيمة اليونانية في الحرب اليونانية التركية (1919-1922)، ظهر جيل جديد من الشعراء شبه العدميين (على سبيل المثال). كاريوتاكس) وجد الإلهام في عمل كفافي.
تنص مذكرة السيرة الذاتية التي كتبها كفافي على ما يلي:
توفي بسرطان الحنجرة في 29 أبريل 1933، عيد ميلاده السبعين. منذ وفاته، نمت شهرة كفافي. يتم تدريس شعره في المدارس في اليونان وقبرص، وفي الجامعات حول العالم.
عرفه إي إم. فورستر شخصيًا وكتب مذكرات عنه وردت في كتابه الإسكندرية. كان فورستر وأرنولد ج.توينبي وتي إس إليوت من أوائل المروجين لكافافي في العالم الناطق بالإنجليزية قبل الحرب العالمية الثانية. [بحاجة لمصدر] في عام 1966، قام ديفيد هوكني بعمل سلسلة من المطبوعات لتوضيح مجموعة مختارة من قصائد كافافي، بما في ذلك «في القرية الباهتة».

## أعماله

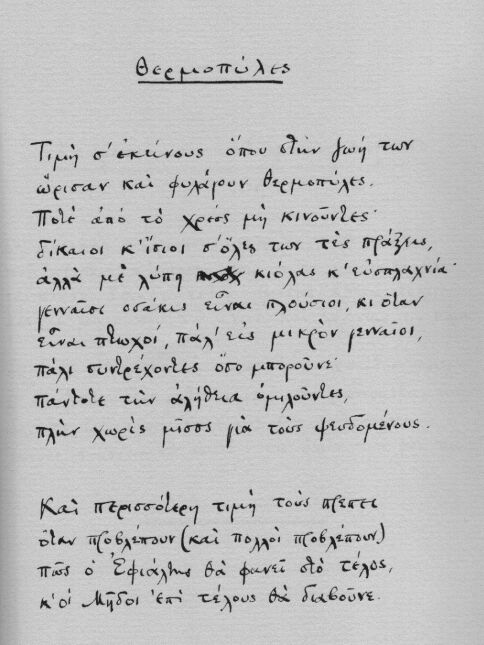
مخطوطة قصيدته "ثيرموبلاي" ("Θερμοπύλες").

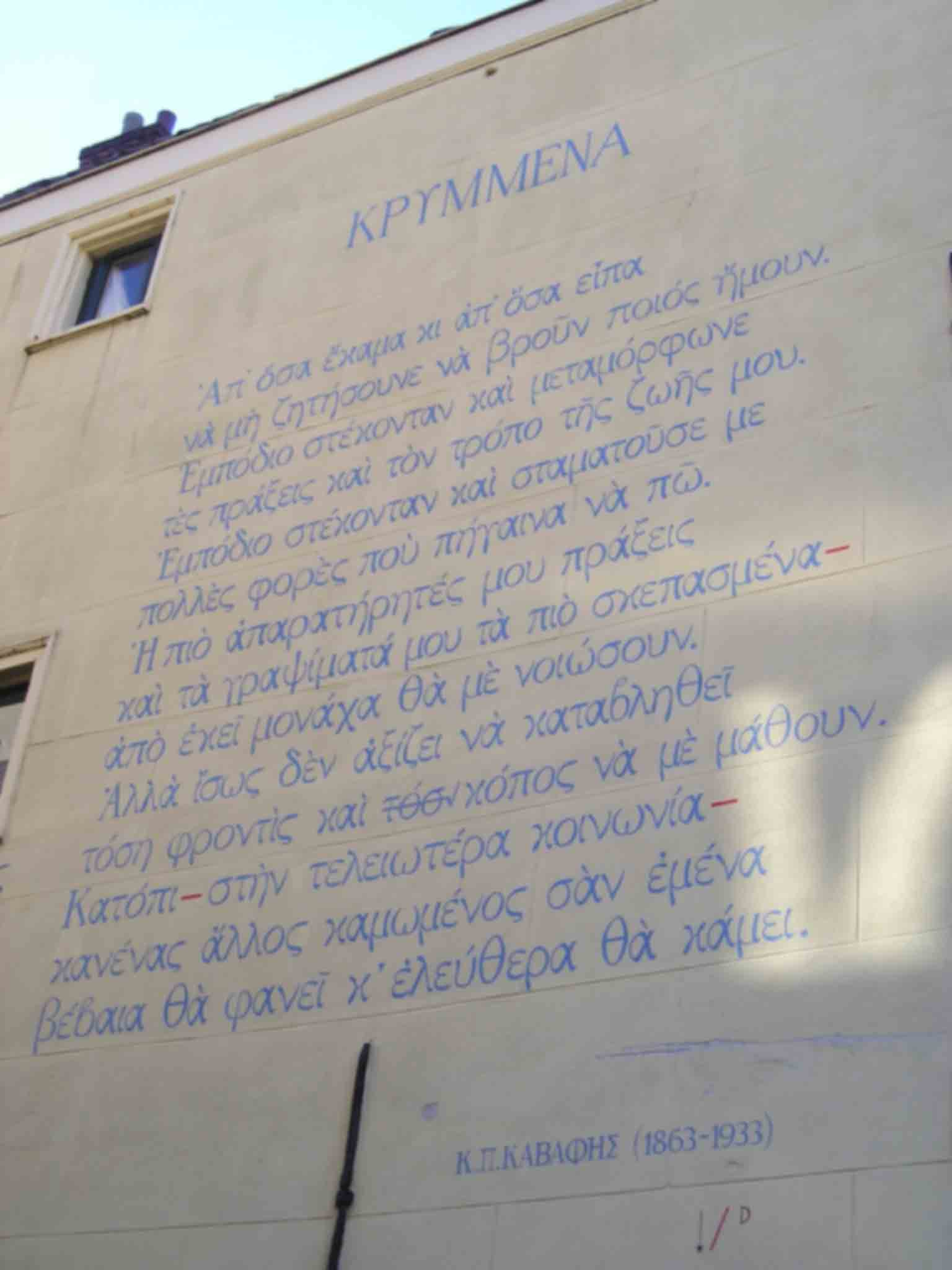
قصيدة كفافي ("Krimmena"، أشياء مخفية) مرسومة على مبنى في لايدن، هولندا.

لعب كفافي دورًا أساسيًا في إحياء الشعر اليوناني والاعتراف به في الداخل والخارج. عادةً ما تكون قصائده موجزة ولكنها استحضار حميمة لشخصيات حقيقية أو أدبية وبيئات لعبت أدوارًا في الثقافة اليونانية. عدم اليقين بشأن المستقبل، والملذات الحسية، والشخصية الأخلاقية وعلم النفس للأفراد، والمثلية الجنسية، والحنين الوجودي القاتل هي بعض الموضوعات المحددة.
إلى جانب موضوعاته، غير التقليدية في ذلك الوقت، تُظهر قصائده أيضًا حرفية ماهرة ومتعددة الاستخدامات، والتي يصعب للغاية ترجمتها. كان كفافي منشد الكمال، وكان ينقي بقلق شديد كل سطر من شعره. كان أسلوبه الناضج عبارة عن شكل إيمبي حر، بمعنى أن الآيات نادرًا ما تكون قافية وعادة ما تكون من 10 إلى 17 مقطعًا لفظيًا. عادة ما يدل وجود القافية في قصائده على السخرية.
استمد كفافي موضوعاته من التجربة الشخصية، جنبًا إلى جنب مع معرفة عميقة وواسعة بالتاريخ، وخاصة في العصر الهلنستي. العديد من قصائده تاريخية زائفة، أو تاريخية على ما يبدو، أو بدقة لكن تاريخية غريبة.
من أهم أعمال كفافي قصيدته التي صدرت عام 1904 بعنوان «في انتظار البرابرة». تبدأ القصيدة بوصف دولة مدينة في حالة تدهور، ينتظر سكانها ومشرعوها وصول البرابرة. عندما يحل الليل، لم يصل البرابرة. وتنتهي القصيدة: «ما مصيرنا بدون البرابرة؟ كان هؤلاء الناس حلا من نوع ما». أثرت القصيدة بشكل كبير على كتب مثل سهب التتار وفي انتظار البرابرة.
في عام 1911، كتب كفافي «إيثاكا» مستوحى من رحلة عودة أوديسيوس هومري إلى جزيرته الأصلية، كما هو موضح في الأوديسة. موضوع القصيدة هو الوجهة التي تنتج رحلة الحياة: «احتفظ بإيثاكا دائمًا في ذهنك. / الوصول إلى هناك ما هو مقدر لك». يجب أن ينطلق المسافر بأمل، وفي النهاية قد تجد أن إيثاكا ليس لديها ثروات أخرى تمنحك إياها، ولكن «إيثاكا أعطتك الرحلة الرائعة».
كانت جميع أعمال كافافي تقريبًا مكتوبة باليونانية؛ ومع ذلك، ظل شعره غير معترف به ومُستهان به في اليونان، حتى بعد نشر أول مختارات في عام 1935 من قبل هيراكليس أبوستوليديس (والد رينوس أبوستوليديس). أسلوبه الفريد ولغته (التي كانت مزيجًا من كاثاريفوسا و Demotic Greek) قد اجتذب انتقادات كوستيس بالاماس، أعظم شاعر في عصره في اليونان القارية، وأتباعه، الذين كانوا يؤيدون أبسط أشكال الديموطيقية اليونانية.
وهو معروف باستخدامه المبتذل للاستعارات، واستخدامه الرائع للصور التاريخية، وكماله الجمالي. هذه الصفات، من بين أمور أخرى، أكدت له مكانًا دائمًا في البانتيون الأدبي في العالم الغربي.

### مقتطفات من أيثاكا
| Original Greek (polytonic) | Transliteration | English Translation |
| --- | --- | --- |
| Σὰ βγεῖς στὸν πηγαιμὸ γιὰ τὴν Ἰθάκη, νὰ εὔχεσαι νἆναι μακρὺς ὁ δρόμος, γεμάτος περιπέτειες, γεμάτος γνώσεις. Τοὺς Λαιστρυγόνας καὶ τοὺς Κύκλωπας, τὸν θυμωμένο Ποσειδῶνα μὴ φοβᾶσαι | Sa vgeis ston pigaimó gia tin Itháki, na éfchesai nánai makrýs o drómos, gemátos peripéteies, gemátos gnóseis. Tous Laistrygónas kai tous Kýklopas, to thymoméno Poseidóna mi fovásai | عندما تغادر إلى إيثاكا، أتمنى أن يكون الطريق طويلاً، مليء بالمغامرة والمعرفة لا تخف من لايستريجونيانس وسايكلوبس، ولا بوسيدون الغاضب. |

### القصائد التاريخية
كتب كفافي أكثر من اثنتي عشرة قصيدة تاريخية عن الشخصيات التاريخية الشهيرة والأشخاص العاديين. كان مستوحى بشكل أساسي من العصر الهلنستي مع التركيز الأساسي على الإسكندرية. نشأت قصائد أخرى من العصور القديمة الهلينو-رومية والعصر البيزنطي. المراجع الأسطورية موجودة أيضا. الفترات المختارة هي في الغالب من التدهور والانحطاط (على سبيل المثال حصان طروادة)؛ أبطاله يواجهون النهاية النهائية. من قصائده التاريخية: «مجد البطالمة»، «في سبارتا»، «تعال يا ملك اللايدامينيين»، «الخطوة الأولى»، «في عام 200 قبل الميلاد»، «لو رأوها فقط»، «استياء السلوقيين»، «ثيودوت»، «ملوك الإسكندرية»، «في الإسكندرية، 31 قبل الميلاد»، «الإله يتخلى عن أنطوني»، «في بلدة في آسيا الصغرى»، «قيصرون»، «الحاكم من الغرب ليبيا»، من العبرانيين (50 م)، «قبر أورون»، «قبر الممرات»، «مايرز: إسكندراني م 340»، «أشياء محفوفة بالمخاطر»، «من مدرسة الفيلسوف الشهير»، «أ كاهن السيرابيوم»، «المرض كليتوس ' واضاف» إذا الميت الواقع "،" في شهر أثير "،" قبر اغناطيوس "،" من أمونيس الذي مات الذين تتراوح أعمارهم بين 29 سنة 610 "،" إميليانوس موناي "،" الإسكندرية، 628-655 بعد الميلاد، «في الكنيسة»، «بحر الصباح» (تركت بعض القصائد عن الإسكندرية غير مكتملة بسبب وفاته).

### قصائد مثلية الجنس
تمتلئ قصائد كفافي الحسية بالشعر الغنائي والعاطفي للحب من نفس الجنس. مستوحى من الاستذكار والتذكر. تكمن الأفعال السابقة والسابقة، أحيانًا جنبًا إلى جنب مع رؤية المستقبل، وراء إلهام كفافي في كتابة هذه القصائد. وكما يلاحظ الشاعر جورج كالوجريس:
ربما يكون الأكثر شهرة اليوم بسبب شعره الإيروتيكي، حيث يبدو أن الشباب الإسكندري في قصائده قد خرجت مباشرة من المختارات اليونانية، إلى عالم أقل تقبلاً يجعلهم ضعفاء، وغالبًا ما يبقيهم في فقر، على الرغم من أن نفس الكهرمان اليوناني يغرس أجسادهم الجميلة. غالبًا ما يكون لموضوعات قصائده بريق مثير للاستفزاز حتى في أقل الخطوط العريضة: المنصة الليلية المتجانسة التي لا يتم تذكرها مدى الحياة، والنطق النبوي الذي لم يلق أي اهتمام، والشباب الموهوب المعرض للتدمير الذاتي، والملاحظة المرتجلة التي تشير إلى صدع في الواجهة الإمبراطورية.

### قصائد فلسفية
تسمى أيضًا القصائد الإرشادية، وهي مقسمة إلى قصائد مع الاستشارات للشعراء، وقصائد تتعامل مع مواقف أخرى مثل العزلة (على سبيل المثال، «الجدران»)، والواجب (على سبيل المثال، "Thermopylae")، والكرامة الإنسانية (لـ على سبيل المثال، " The God Abandons Antony ").
تذكرنا قصيدة «ثيرموبيلاي» بمعركة ترموبيل الشهيرة حيث قاتل 300 أسبارطي وحلفاؤهم ضد أعداد أكبر من الفرس، على الرغم من أنهم كانوا يعلمون أنهم سيهزمون. هناك بعض المبادئ في حياتنا التي يجب أن نعيش بها، وثيرموبيلاي هو أساس الواجب. نبقى هناك نقاتل رغم أننا نعلم أن هناك احتمالية للفشل. (في النهاية سيظهر الخائن إفيالتس، يقود الفرس عبر المسار السري).
في قصيدة أخرى بعنوان «في عام 200 قبل الميلاد»، علق على القصيدة التاريخية «الإسكندر بن فيليب واليونانيون، باستثناء Lacedaemonians...»، من تبرع الإسكندر لأثينا بعد معركة جرانيكوس. يشيد كفافي بالعصر والفكر الهلنستيين، لذا يدين العقل المنغلق والأفكار المحلية حول الهيلينية. ومع ذلك، في قصائد أخرى، يُظهر موقفه الغموض بين المثالية الكلاسيكية والعصر الهلنستي (الذي يوصف أحيانًا بنبرة الانحطاط).
قصيدة أخرى هي مرثية لتاجر يوناني من ساموس تم بيعه كعبيد في الهند ومات على شواطئ نهر الغانج: نادمًا على الجشع للثروات الذي دفعه إلى الإبحار بعيدًا وينتهي به الأمر «بين البرابرة المطلقين»، معبرًا اشتياقه العميق لوطنه ورغبته في الموت كـ «في الجحيم سأكون محاطًا باليونانيين».

## متحفه

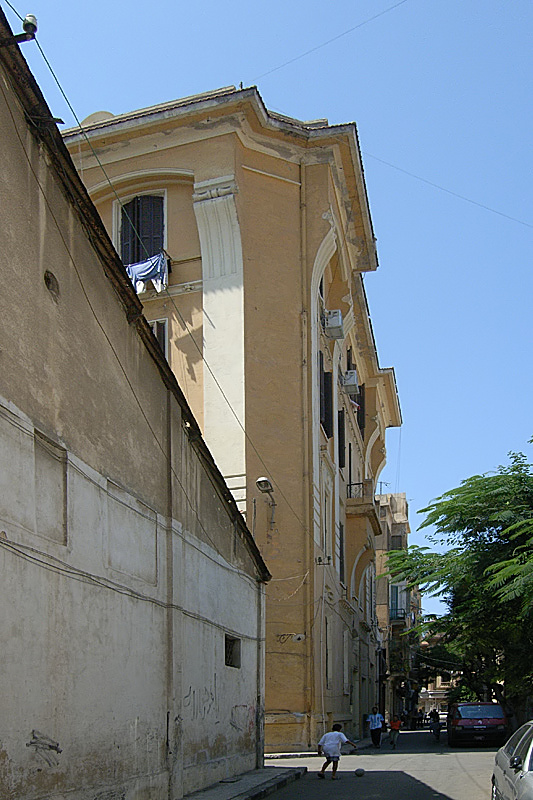
بيته بالإسكندرية بات متحفا

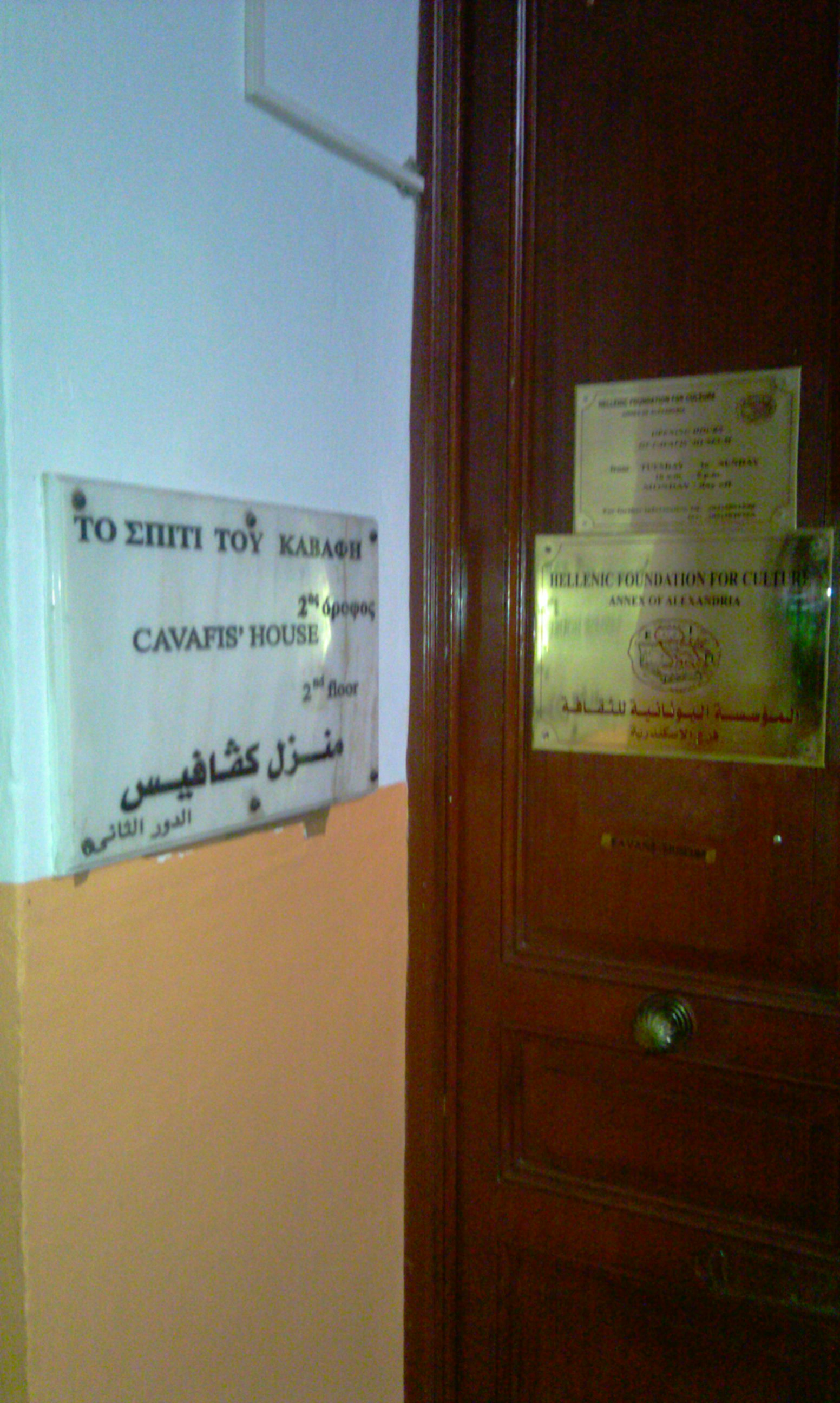
مدخل متحف قسطنطين كفافيس

تحول بيت كافافيس في الدور الثانى بمبنى قديم خلف مسرح سيد درويش في محطة الرمل بالإسكندرية لمتحف. كان قبلها فندقاً يسمى «بنسيون أمير» واشترته القنصلية اليونانية في الأسكندرية وحوّلته لمتحف عام 1991. ويضم المتحف قناع الدفن الخاص بكافافيس وأثاثاً وهدايا من الكنيسي اليوناني ومؤلفاته وشرائط تحوي قصائده ملحنة ونصوصاً مكتوبة بخط يده وأيقونات ومجلد ضخم يسمى «دليل الأسكندريه» فيه صور قديمة نادرة ولوحة زيتية لللخديوي إسماعيل الذي كان صديقاً لوالد كفافيس، ووضعت لافتة من رخام الأسود في مدخل المبنى مكتوب عليها «في هذا البيت عاش كفافيس آخر خمسة وعشرون سنة من حياته». وقد زاره أكثر من مسؤول يوناني كبير أبرزهم الرئيس اليوناني.
من مقالاته:
إيثاكا
عندما تعد الشراع لإيثاكا،
 سترغب في أن تكون الطريق طويلة، مليئة بالمغامرات، مليئة بالمعرفة.
أنك لن تجد مثل هذا في طريقك، لذا يجب أن تبقى أفكارك وروحك شامخة، وتطرق القلب عن طريق العاطفة الجميلة.
و إن كنت لا تحمل لهم داخل روحك شيء، إذا لا مكان لهم في روحك من قبل.
الرغبة في أن تكون الطريق طويلة في الصيف ليكون هناك الكثير من المتعة والفرح.
سوف تدخل موانئ شهدتها للمرة الأولى؛

وستقف في الأسواق الفينيقية، وستشتري السلع الجميلة، الصدف والمرجان والعنبر وخشب الأبنوس، والروائح ذات الرائحة الرائعة من جميع الأنواع،
يجب أن تذهب إلى العديد من المدن الليبية، حيث يمكنك أن تجد هناك السلع الأكثر جمالا، 
للمعرفة والتعلم منها.

احتفظ بإيثاكا في ذهنك.
للوصول هناك إلى وجهتك النهائية.
ولكن لا تهمنا الرحلة على الإطلاق.
فهناك أفضل من ذلك لسنوات عديدة في الماضي، عندما كنا نستريح في الجزيرة الغنية بجميع ما كنت قد اكتسبته في الطريق، 
لا تتوقع أن تقدم لك إيثاكا الثروات.
وقد استمتعت رحلة جميلة من إيثاكا.
لا شيء آخر لتعطيك.
أصبحت لك الحكمة مع الكثير من الخبرة،
 يجب أنك بالفعل فهمت ما يعني إيثاكا .

## فهرس
ظهرت مختارات من قصائد كفافي في كتيبات، وكتيبات مطبوعة خاصة وجرائد خلال حياته. أول إصدار في شكل كتاب كان "Ποιήματα" (Poiēmata، «قصائد»)، نُشر بعد وفاته في الإسكندرية عام 1935.

### مجلدات مع ترجمة لشعر كفافي في الإنجليزية
- Poems by C. P. Cavafy, translated by John Mavrogordato (London: Chatto & Windus, 1978, first edition in 1951)
- The Complete Poems of Cavafy, translated by Rae Dalven, introduction by ويستن هيو أودن (New York: Harcourt, Brace & World, 1961)
- The Greek Poems of C.P. Cavafy As Translated by Memas Kolaitis, two volumes (New York: Aristide D. Caratzas, Publisher, 1989)
- Complete Poems by C P Cavafy, translated by Daniel Mendelsohn, (هاربر كولنز، 2013)
- Passions and Ancient Days - 21 New Poems, Selected and translated by إدموند كيلي and George Savidis (London: The Hogarth Press, 1972)
- Poems by Constantine Cavafy, translated by George Khairallah (Beirut: privately printed, 1979)
- C. P. Cavafy, Collected Poems, translated by Edmund Keeley and فيليب شيرارد، edited by George Savidis, Revised edition (Princeton, NJ: Princeton University Press, 1992)
- Selected Poems of C. P. Cavafy, translated by Desmond O'Grady (Dublin: Dedalus, 1998)
- Before Time Could Change Them: The Complete Poems of Constantine P. Cavafy, translated by Theoharis C. Theoharis, foreword by غور فيدال (New York: Harcourt, 2001)
- Poems by C. P. Cavafy, translated by J.C. Cavafy (Athens: Ikaros, 2003)
- I've Gazed So Much by C. P. Cavafy, translated by George Economou (London: Stop Press, 2003)
- C. P. Cavafy, The Canon, translated by Stratis Haviaras, foreword by شيموس هيني (Athens: Hermes Publishing, 2004)
- The Collected Poems, translated by Evangelos Sachperoglou, edited by Anthony Hirst and with an introduction by Peter Mackridge (Oxford: Oxford University Press, (ردمك 9608762707) 2007)
- The Collected Poems of C. P. Cavafy: A New Translation, translated by Aliki Barnstone, Introduction by جيرالد ستيرن (New York: W.W. Norton, 2007)
- C. P. Cavafy, Selected Poems, translated with an introduction by Avi Sharon (Harmondsworth: Penguin, 2008)
- Cavafy: 166 Poems, translated by Alan L Boegehold (Axios Press, (ردمك 1604190051) 2008)
- C. P. Cavafy, Collected Poems, translated by Daniel Mendelsohn (New York: Alfred A. Knopf, 2009)
- C. P. Cavafy, Poems: The Canon, translated by John Chioles, edited by Dimitrios Yatromanolakis (Cambridge, Massachusetts: Harvard Early Modern and Modern Greek Library, (ردمك 9780674053267), 2011)
- "C.P. Cavafy, Selected Poems", translated by David Connolly, Aiora Press, Athens 2013
- Clearing the Ground: C.P. Cavafy, Poetry and Prose, 1902-1911, translations and essay by Martin McKinsey (Chapel Hill: Laertes, 2015)

كما تم تضمين ترجمات قصائد كفافي في:
- لورانس داريل، جوستين (London, UK: Faber & Faber, 1957)
- Modern Greek Poetry, edited by Kimon Friar (New York: Simon and Schuster, 1973)
- Memas Kolaitis, Cavafy as I knew him (Santa Barbara, CA: Kolaitis Dictionaries, 1980)
- جيمس ميريل، Collected Poems (New York: Alfred A. Knopf, 2002)
- دونالد باتيرسون، Landing Light (London, UK: Faber & Faber, 2003)
- Derek Mahon, Adaptations (Loughcrew, Ireland: The Gallery Press, 2006)
- أليشا ستولينغز، Hapax (Evanston, Illinois: Triquarterly Books, 2006)
- دونالد باتيرسون، Rain (London, UK: Faber & Faber, 2009)
- جون أش، In the Wake of the Day (Manchester, UK: Carcanet Press, 2010)
- David Harsent, Night (London, UK: Faber & Faber, 2011)
- Selected Prose Works, C.P. Cavafy, edited and translated by Peter Jeffreys (Ann Arbor: University of Michigan Press, 2010)

### أعمال أخرى
- Panagiotis Roilos, C. P. Cavafy: The Economics of Metonymy, Urbana: University of Illinois Press, 2009.
- Panagiotis Roilos (ed.), Imagination and Logos: Essays on C. P. Cavafy, Cambridge, Massachusetts, Harvard University Press, 2010 ((ردمك 9780674053397)).
- Robert Liddell, Cavafy: A Critical Biography (London: Duckworth, 1974). A widely acclaimed biography of Cavafy. This biography has also been translated in Greek (Ikaros, 1980) and Spanish (Ediciones Paidos Iberica, 2004).
- P. Bien, Constantine Cavafy (1964)
- إدموند كيلي، Cavafy's Alexandria (Princeton, NJ: Princeton University Press, 1995). An extensive analysis of Cavafy's works.
- Michael Haag, Alexandria: City of Memory (New Haven, CT: Yale University Press, 2005). Provides a portrait of the city during the first half of the 20th century and a biographical account of Cavafy and his influence on إي. إم. فورستر and لورانس داريل.
- Michael Haag, Vintage Alexandria: Photographs of the City 1860-1960 (New York and Cairo: The American University in Cairo Press, 2008). A photographic record of the cosmopolitan city as it was known to Cavafy. It includes photographs of Cavafy, E M Forster, Lawrence Durrell, and people they knew in Alexandria.
- Martin McKinsey, Hellenism and the Postcolonial Imagination: Yeats, Cavafy, Walcott (Madison, NJ: Fairleigh Dickinson University Press, 2010). First book to approach Cavafy's work from a postcolonial perspective.

### فيلموغرافيا
Cavafy، فيلم عن السيرة الذاتية من إخراج إانيس سماراجديس Iannis Smaragdis في عام 1996 بموسيقى Vangelis. كما تم نشر شكل أدبي من نص الفيلم في شكل كتاب من قبل Smaragdis.